# رود غيلز
رود غيلز (بالهولندية: Ruud Geels)‏، (28 يوليو 1948 - 18 نوفمبر 2023)، هو لاعب كرة قدم هولندي. لعب مع منتخب هولندا لكرة القدم.

## روابط خارجية
- رود غيلز على موقع الاتحاد الدولي (مؤرشف)  (الإنجليزية)
- رود غيلز على موقع الاتحاد الأوربي (الإنجليزية)
- رود غيلز على موقع قاعدة بيانات كرة القدم.إي يو (الإنجليزية)
- رود غيلز على موقع ناشيونال فوتبول تيمز (الإنجليزية)
- رود غيلز على موقع عالم كرة القدم.نت (الإنجليزية)